# Raoul Walsh
Albert Edward (Raoul) Walsh (New York, 11 maart 1887 – Simi Valley, 31 december 1980) was een Amerikaans regisseur en acteur.

## Loopbaan
Raoul Walsh werkte aanvankelijk aan het toneel in New York. In 1914 werd hij de assistent van filmregisseur D.W. Griffith en hij werkte met hem voor 20th Century Fox tot 1928. Daarna draaide hij films voor Paramount met acteurs als James Cagney, Humphrey Bogart en Errol Flynn. In de jaren veertig werkte hij voor Warner Bros. Daar liep zijn contract ten einde in 1953. In 1964 stopte hij met regisseren. Hij was een van de stichtende leden van de Amerikaanse filmacademie.
Walsh verloor een oog in 1928 tijdens opnamen voor de film In Old Arizona.

## Filmografie
- 1914: The Life of General Villa
- 1915: Regeneration
- 1915: The Birth of a Nation
- 1915: Peer Gynt
- 1915: Carmen
- 1916: The Serpent
- 1917: The Silent Lie
- 1917: Betrayed
- 1918: The Prussian Cur
- 1919: Evangeline
- 1922: Kindred of the Dust
- 1923: Lost and Found on a South Sea Island
- 1924: The Thief of Bagdad
- 1925: East of Suez
- 1925: The Spaniard
- 1925: The Wanderer
- 1926: The Lucky Lady
- 1926: The Lady of the Harem
- 1926: What Price Glory?
- 1928: Sadie Thompson
- 1928: The Red Dance
- 1928: Me, Gangster
- 1929: The Cock-Eyed World
- 1929: Hot for Paris
- 1930: The Big Trail
- 1931: The Man Who Came Back
- 1931: The Yellow Ticket
- 1932: Wild Girl
- 1932: Me and My Gal
- 1933: Sailor's Luck
- 1933: Hello, Sister!
- 1933: The Bowery
- 1933: Going Hollywood
- 1935: Baby Face Harrington
- 1935: Every Night at Eight
- 1936: Klondike Annie
- 1936: Big Brown Eyes
- 1936: Spendthrift
- 1937: Artists and Models
- 1937: Hitting a New High
- 1937: O.H.M.S.
- 1937: Jump for Glory
- 1938: College Swing
- 1939: St. Louis Blues
- 1939: The Roaring Twenties
- 1940: Dark Command
- 1940: They Drive by Night
- 1941: High Sierra
- 1941: The Strawberry Blonde
- 1941: Manpower
- 1941: They Died with Their Boots On
- 1942: Desperate Journey
- 1942: Gentleman Jim
- 1943: Background to Danger
- 1943: Northern Pursuit
- 1944: Uncertain Glory
- 1945: Objective, Burma!
- 1945: Salty O'Rourke
- 1945: The Horn Blows at Midnight
- 1947: The Man I Love
- 1947: Pursued
- 1947: Cheyenne
- 1948: Silver River
- 1948: Fighter Squadron
- 1948: One Sunday Afternoon
- 1949: Colorado Territory
- 1949: White Heat
- 1951: Captain Horatio Hornblower R.N.
- 1951: Along the Great Divide
- 1951: Distant Drums
- 1952: Glory Alley
- 1952: The World in His Arms
- 1952: Blackbeard the Pirate
- 1953: The Lawless Breed
- 1953: Sea Devils
- 1953: A Lion Is in the Streets
- 1953: Gun Fury
- 1954: Saskatchewan
- 1955: Battle Cry
- 1955: The Tall Men
- 1956: The Revolt of Mamie Stover
- 1956: The King and Four Queens
- 1957: Band of Angels
- 1958: The Naked and the Dead
- 1958: The Sheriff of Fractured Jaw
- 1959: A Private's Affair
- 1960: Esther and the King
- 1961: Marines, Let's Go
- 1964: A Distant Trumpet